# Comuna Albești, Botoșani
Albești este o comună în județul Botoșani, Moldova, România, formată din satele Albești (reședința), Buimăceni, Coștiugeni, Jijia, Mășcăteni și Tudor Vladimirescu.

## Istoric
Șesul Jijiei, ca și al celorlalte văi mai mici, precum și terasele râului cu același nume, au fost locuite de diverse comunități umane, începând din neoliticul timpuriu și până spre sfârșitul Evului Mediu, fapt atestat de descoperirile arheologice din anul 1955 ale echipei conduse de Nicolae Zaharia.
În ceea ce privește atestarea documentară a satelor, se poate stabili că primul sat existent pe teritoriul actual al comunei Albești a fost satul Jumătățeni, înglobat actualmente în satul Jijia. Acest sat este menționat pentru prima dată la 7 iulie 1430, când Alexandru cel Bun a întărit împărțirea satelor stăpânite de Ioan Jumătate între fiii acestuia (Jurju, Șteful și Mândrea) : „Cu mila lui Dumnedzău noi, Alexandru Voevod, domnul Țării Moldovei însemnări facem facem cu această a noastră carte, toți citi pe dânsa ar căuta s-au citindu-sa ar audzi. Iată adevărat acești ai noștri credincioși boiari, giupânul Jurju Jumătate, cu frații săi, cu giupânul Șteful și cu giupânul Mândrul, au vinit înaintea noastră și înaintea alonoștri moldoviniștilor boiari și cu alor bună voie au împărțit ocinile a părintelului lor Ioan Jumătate : Jurjii, curtiia di pe Jîjia, ce se chiamă Jumătățenii”. În documentul din 1492 sunt menționate pe teritoriul acestui sat curți boierești : „(...)unde a fost dvoriștea Călimanului”.
Al doilea sat care a existat pe actualul teritoriu al comunei Albești este satul Jijia. Acesta sat, numit în vechime și Șătrăreni (Șetrăreni), apare pentru prima dată într-un document din 8 iunie 1458 prin care Ștefan cel Mare întărește Mănăstirii Pobrata „satul unde este casa Onicăi, cu moară, pe Jijia, pe care i l-a dăruit Onica de la Jijia”. Satul Șătrăreni este amintit și în lucrarea lui C.C. Giurescu, ca făcând parte din ocolul Hârlăului.
Satul Buimăceni, numit în vechime Băimăceni sau Băimăceani, este atestat documentar la 26 martie 1532, când Petru Rareș întărește lui Dragotă o parte din satul „Băimăceani”, pe Jijia, pe care o pierduse „în hiclenie”.
Petrești, sat desființat și înglobat la satul Buimăceni în 1968, apare pentru prima dată într-un document din 18 aprilie 1581, când Iancu Sasu întărește mai multor boieri un loc numit „Fundătura dintre satul Petreștilor și dintre satul Băbicanilor”. La fel, într-un document din 15 martie 1509 era amintit un anume Marcu din Petrești.
Satul Mășcăteni, numit în vechime și Măcicăteni, Moșcoteni sau Mășcățeni este atestat documentar la 1 august 1583, când Petru Șchiopul a întărit un schimb de sate între mănăstirea Galata din Iași și boierul Gavril Albotă cu rudele sale.
Satul Albești este menționat pentru prima dată într-un act din 24 mai 1602, când Ieremia Movilă întărește fiilor vornicului Cârstea Balș satul Albești, împreună cu alte sate, deoarece și-au pierdut ispisoacele „când au intrat Mihai Vodă cu hicleșug în Moldova(...) arătând înaintea domniei sale precum că hrisoavele și ispisoacele ce le-au avut ei de la Ștefan Voevod, de la Alexandru Voevod, de la Ioan Voevod și de la Petru Voevod și de la alți domni de mai înainte, pe a lor drepte ocini și moșii, pe satul anume Albeștiu di pe Jijia, în ținutul Dorohoiului (...) iar hotarul satului anume Albești, di pe Jijie, ce-i în ținutul Dorohoiului, să fie după hotarele vechi până unde s-au stăpânit din vechiu”. Reiese destul de clar din acest document că satul este mult mai vechi decât anul 1602, când este pomenit pentru prima dată într-un document.
O altă mențiune referitoare la satul Albești apare în Letopisețul lui Ion Neculce. Acesta amintește despre trupele poloneze conduse de Jan Sobieski care, în retragere, ard unele sate și curți boierești(în 1686). Domnul Țării Moldovei era în acel moment Constantin Cantemir.
Cele două recensăminte efectuate la un interval de numai doi ani (1772 și 1774), oferă, de asemenea, informații prețioase privind dezvoltarea Albeștilor la acea vreme. Dacă recensământul din 1772 menționează doar numele proprietarului satului (Logofătul Balș), fără a se înregistra numărul gospodăriilor și nici numele locuitorilor birnici sau a celor scutiți de obligații, cel din 1774 este mai cuprinzător din acest punct de vedere. Se vorbește în recensământul respectiv de ciuma care a făcut urme cumplite în regiune, din cauza căreia în sat erau înregistrate 43 de gospodării (case), dintre acestea 29 fiind scutite de bir (20 de scutelnici ai logofătului Balș, 5 femei sărace, un preot, o slugă, un țigan și un ruptaș), iar 14 rămânând birnice. În anul 1830 în sat erau înregistrate 130 de curți.
În partea nordică a actualului sat Albești, unde în anul 1955 arheologul Nicolae Zaharia a descoperit o necropolă medievală, apar menționate două sate : Șerbănești, la 1617, respectiv Merești, la 1633.
Biserica din sat,din lemn pe temelie de zid, a fost construită între 1742-1748, reparată la 1778 și 1884, iar în Anuarul din 1909 apare ca fiind în stare proastă. Actuala construcție a bisericii (cu hramul Sfinții Arhangheli Mihail și Gavril) a fost ridicată în 1922, lucru consemnat în Anuarul din 1930.
Din punct de vedere al împărțirii administrativ – teritoriale, comuna Albești nu s-a prezentat mereu în această componență. Astfel, în 1865, centru de comună era Buimăceni, cu satele Petrești, Albești, Șătrăreni, Crăciuneni și Jumătățeni, satul Mășcăteni făcea parte din comuna Trușești, iar satul Coștiugeni din comuna Zlătunoaia (ceea ce explică de ce gara din Albești poartă denumirea „Zlătunoaia”, în acea perioadă construinde-se linia ferată Iași – Dorohoi). În 1906, centru de comună era Mășcăteni, iar din 1909 și până astăzi centru de comună este satul Albești. Satul Tudor Vladimirescu a făcut parte - de la înființarea sa din perioada interbelică și până în 1968 - din comuna Rânghilești. În ceea ce privește activitățile economice, comuna are un profil preponderent agrar. Momentul de cotitură în acest sens l-a reprezentat regimul comunist, în timpul căruia a fost desființată mica proprietate și s-a trecut la cooperativizarea agriculturii (în satul Albești a existat un C.A.P., în partea nordică, la „Merești”, iar la Buimăceni – la ieșirea spre satul Jijia). În apropierea satului Albești a existat, până în anii '90 ai secolului trecut, și o Întreprindere Agricolă de Stat, înființată tot după model sovietic.

## Geografie
Comuna Albești se află în partea de sud-est a județului Botoșani, învecinându-se la nord cu comunele Trușești și Durnești, la sud cu comunele Lunca și Todireni, la est cu comunele Românești și Santa Mare, iar la vest cu comuna Sulița.
Teritoriul comunei Albești este cuprins între 26° 58' 45" și 27° 15' – longitudine estică, respectiv 47° 38' 30" și 47° 44' 15" – latitudine nordică. Din punct de vedere geomorfologic, teritoriul comunei Albești (a cărei suprafață este de aproximativ 97 km pătrați) se află situat în câmpia Moldovei care, privită în ansamblul ei, este considerată o subunitate a Podișului Moldovenesc. Suprafața ocupată de cele 6 sate ale comunei Albești (Albești, Buimăceni, Coștiugeni, Jijia, Mășcăteni și Tudor Vladimirescu) poate fi atribuită ca aparținând subraionului geomorfologic denumit „Câmpia Jijiei Superioare și a Bașeului”.
Altitudinea medie a reliefului este cuprinsă între 125-150 de metri, cea mai coborâtă aflându-se în albiile văilor, cum ar fi cea a Jijiei, a cărui șes în zona de confluență cu Sitna (ce are loc la Hlipiceni - localitate în vecinătatea comunei Albești) atinge 65 de metri. În ceea ce privește altitudinile maxime, acestea pot fi întâlnite prin acele forme de relief cunoscute sub toponimele de : Dealul Sărata (200 m), Dealul Turcului (212 m) sau Dealul Coștiugenilor (214 m). Teritoriul comunei Albești este udat în jumătatea vestică de râul Jijia, cu un curs meandrat pe direcția nord-vest spre sud-vest. În ceea ce privește terasele Jijiei, pe teritotiul comunei Albești s-au putut distinge 3 tipuri de terase : terasa I – inferioară (cu altitudine relativă de 10 metri, sesizată la Mășcăteni și Albești), terasa a II-a (cu altitudine de 20–25 m față de șesul actual, observată la Albești) și terasa a III-a (cu altitudine relativă de 60 de m identificabilă în unele zone la Albești). În afară de aceste văi, se mai întâlnesc și câteva mai mici, unele seci sau cu un debit foarte mic: Valea Cozancei, Corcești, Pilat, Valea Gardului, Văleanca, Iazul lui Iancu ș.a.

## Stema
Stema comunei a fost aprobată prin Hotărârea Guvernului României nr. 273 din 23 aprilie 2014 și se compune dintr-un scut triunghiular cu marginile rotunjite, scartelat. În partea superioară, în dreapta, pe fond roșu, se află o stea în șapte colțuri, de aur. În partea superioară, în stânga, pe fond albastru, se află o coasă cu mâner de argint. În partea inferioară, în dreapta, pe fond albastru, se află un brâu undat de argint.În partea inferioară, în stânga, pe fond roșu, se află o albină de aur. Scutul este timbrat de o coroană murală de argint cu un turn crenelat.
Semnificațiile elementelor însumate:
- Steaua cu cele șapte colțuri simbolizează steaua regilor magi, care era blazonul familiei Balș.
- Coasa de argint reproduce cel mai vechi însemn sigilografic al comunei.
- Brâul undat reprezintă râul Jijia, care străbate localitatea în jumătatea sa vestică.
- Albina întruchipează una dintre principalele activități ale locuitorilor, apicultura.
- Coroana murală cu un turn crenelat semnifică faptul că localitatea are rangul de comună.[3]

## Demografie
Componența etnică a comunei Albești
     Români (87,88%)
     Romi (5,65%)
     Alte etnii (0,08%)
     Necunoscută (6,39%)
Componența confesională a comunei Albești
     Ortodocși (73,87%)
     Penticostali (19,5%)
     Alte religii (0,21%)
     Necunoscută (6,42%)
Conform recensământului efectuat în 2021, populația comunei Albești se ridică la 6.260 de locuitori, în scădere față de recensământul anterior din 2011, când fuseseră înregistrați 6.387 de locuitori. Majoritatea locuitorilor sunt români (87,88%), cu o minoritate de romi (5,65%), iar pentru 6,39% nu se cunoaște apartenența etnică. Din punct de vedere confesional, majoritatea locuitorilor sunt ortodocși (73,87%), cu o minoritate de penticostali (19,5%), iar pentru 6,42% nu se cunoaște apartenența confesională.

## Politică și administrație
Comuna Albești este administrată de un primar și un consiliu local compus din 15 consilieri. Primarul, Florin-Cristian Cîmpanu[*], de la Partidul Social Democrat, este în funcție din 1 noiembrie 2024. Începând cu alegerile locale din 2024, consiliul local are următoarea componență pe partide politice:
|  | Partid                    | Consilieri | Componența Consiliului | Componența Consiliului | Componența Consiliului | Componența Consiliului | Componența Consiliului | Componența Consiliului | Componența Consiliului | Componența Consiliului |
|  | ------------------------- | ---------- | ---------------------- | ---------------------- | ---------------------- | ---------------------- | ---------------------- | ---------------------- | ---------------------- | ---------------------- |
|  | Partidul Social Democrat  | 8          |                        |                        |                        |                        |                        |                        |                        |                        |
|  | Partidul Național Liberal | 7          |                        |                        |                        |                        |                        |                        |                        |                        |